# Шевченко (Дорошівська сільська громада)
Шевче́нко —  село в Україні, у Дорошівській сільській громаді Вознесенського району Миколаївської області.
Населення становить 345 осіб. Колишній орган місцевого самоврядування — Щербанівська сільська рада.